# Лефортовский мост
Лефо́ртовский мост (бывший Дворцо́вый мост) — самый старый действующий мост в Москве через реку Яузу. Соединяет улицу Радио с Красноказарменной улицей. 
Построен в 1781-1799 годах по проекту архитектора С. Яковлева на месте прежнего деревянного Солдатского моста.
В 1940 году реконструирован по проекту инженера В. А. Пащенко и архитекторов К. Т. Топуридзе и И. В. Ткаченко.
По мосту осуществляется автомобильное и трамвайное движение.
Имеет три речных пролёта. Судоходными являются центральный и правобережный пролёты.

## Происхождение названия
До 1940 года мост назывался Дворцовым, потому что соединял дворцы: Екатерининский с Лефортовским и Слободским. Нынешнее название дано мосту по району Лефортово, на границе которого он находится. Какое-то время при Ельцине остановки общественного транспорта назывались «Дворцовый мост».

## Соседние мосты через Яузу
- выше по течению реки — Госпитальный мост
- ниже по течению реки — Новолефортовский мост

## Упоминание в культуре
Упоминается в песне Гуфа (feat Загибок) «Провода».